# Гилл, Фрэнк
Фрэнк Беннингтон Гилл (англ. Frank Gill; род. 2 октября 1941, Нью-Йорк, Нью-Йорк) — американский орнитолог. Наиболее известен как автор учебника «Ornithology» (4-е издание, 2019), ведущего учебника в этой области.

## Биография
Гилл вырос в Тинеке. По его словам, он заинтересовался птицами в семь лет, когда его дед, Фрэнк Рокингем Даунинг, показал ему певчую овсянку в купальне для птиц. Тогда он впервые увидел птицу в бинокль и увлёкся.
После того как в 1969 году Гилл получил докторскую степень по зоологии в Мичиганском университете (там же он окончил бакалавриат), он поступил на работу в орнитологический отдел Академии естественных наук в Филадельфии. С 1969 по 1995 год Гилл был штатным сотрудником академии, где на протяжении всего времени работы занимал различные должности, включая пост председателя отделения орнитологии и вице-президента по систематике и эволюционной биологии. За время работы в академии Гилл сыграл важную роль в восстановлении позиций академии как одного из ведущих центров американских орнитологических исследований. Это проявилось в работе Гилла в качестве директора-основателя программы VIREO (Visual Resources for Ornithology) и редактора энциклопедической серии Birds of North America, Life Histories for the 21st Century. В 1988 году был награждён медалью Эйзенмана Линнеевского общества Нью-Йорка. С 1996 года Гилл связан с академией в качестве научного сотрудника.
С 1998 по 2000 год Гилл был президентом Американского орнитологического общества. Помимо признанного учебника, Гилл опубликовал более 150 научных и популярных статей. За свой вклад в орнитологию он был удостоен медали Брюстера — высшей награды, присуждаемой AOU. Кроме того, Гилл является избранным членом Международного орнитологического конгресса, а также соавтором, совместно с Минтерном Райтом, книги Birds of the World: Recommended English Names (2006). С 1994 года возглавляет международные усилия по использованию последовательного набора уникальных английских названий и авторитетной таксономии видов птиц мира.
Вклад Гилла включает в себя инновационное руководство программой в сочетании с личной приверженностью привлечению общественности к орнитологии через гражданскую науку. Стал пионером «кибербёрдинга» — использования Интернета для общенациональных инициатив в области гражданской науки, включая перевод классического Рождественского подсчета птиц на современные технологии. Фрэнк и его коллеги из Корнеллской лаборатории орнитологии также получили патент США № 6,772,142 на своё интернет-программное обеспечение для перевода онлайн-геопривязки данных в интерактивную базу данных. С помощью этих инструментов он и его коллеги создали программу Great Backyard Bird Count, а затем инициативу eBird, реализуемую Audubon и Корнельской лабораторией орнитологии.
В 1996 году Гилл стал старшим вице-президентом и директором по науке Национального Одюбоновского общества, с этой должности он ушел в отставку в 2004 году. В Audubon он выступал за общенациональную инициативу «Важные птичьи территории» в партнёрстве с BirdLife International. В 2007 году был избран в совет директоров Национального Одюбоновского общества и временно исполнял обязанности президента и генерального директора (2010). Его цитируют во многих новостях, посвящённых птицам.